# Plešné jezero
Plešné jezero (dříve Plekenštejnské jezero, něm. Plöckensteinsee nebo Plöckensteiner See) je ledovcové jezero v Národním parku Šumava, a to v Jihočeském kraji v České republice. Leží v nadmořské výšce 1090 m, má plochu 7,48 ha, obvod 1242 m a největší hloubku 18,30 m. Objem zadržované vody představuje 617 000 m³.

## Pobřeží

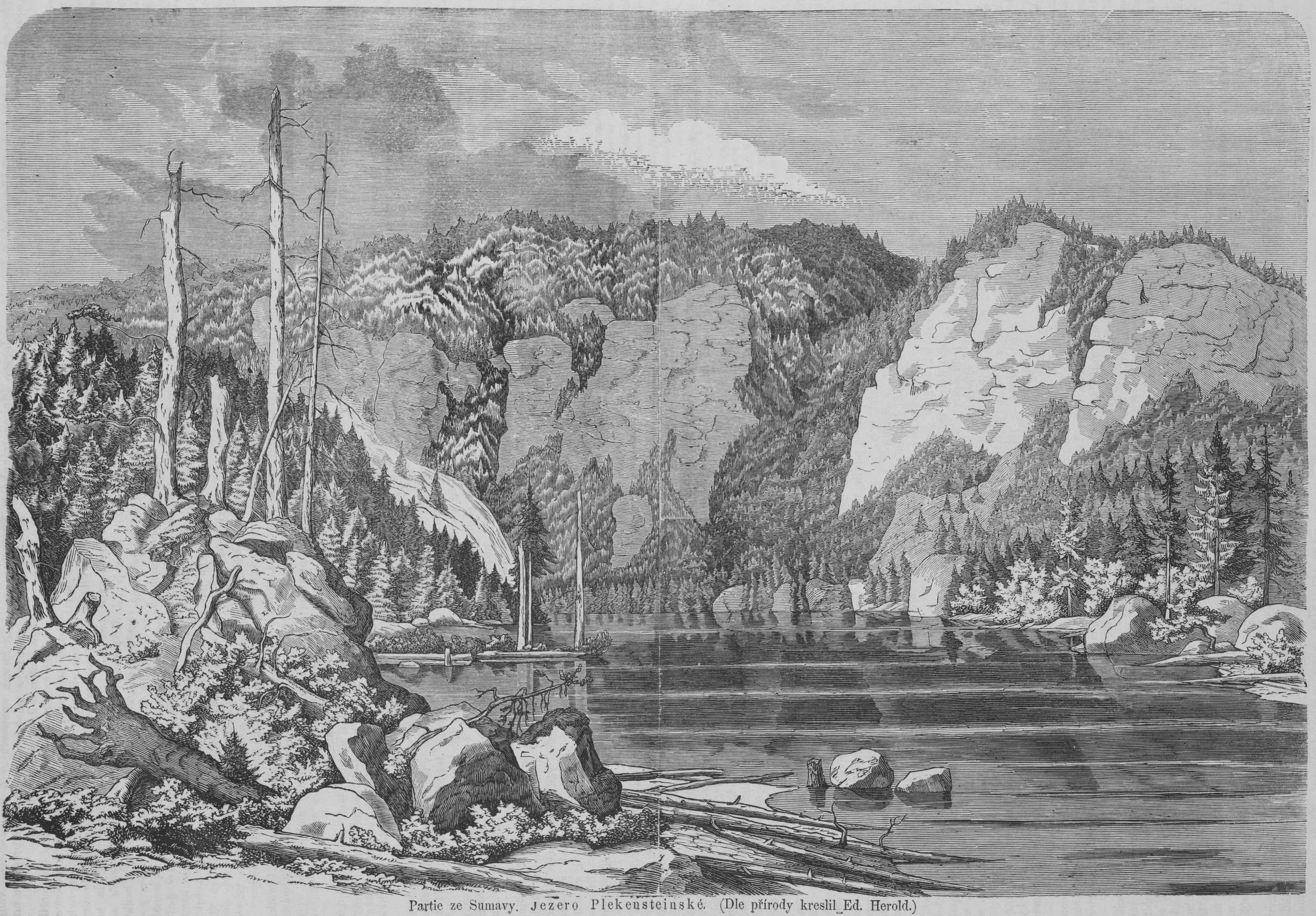
Pohled na jezero na kresbě z 19. století

Morénová hráz je vysoká 30–40 m, kamenné moře sestupuje až 150 m pod jezero. Ledovcový kotel (kar) je zahlouben do severovýchodního svahu nejvyšší hory na české straně Šumavy Plechého. Příkré závěrové stěny kotle s obnaženými skalami a suťovými proudy dosahují téměř k jeho vrcholu. Jezerní stěna je vysoká 260 m. O vyhloubení karu se postaral svahový ledovec, jeden z jedenácti, které na Šumavě existovaly v době čtvrtohor. Dosahoval šířky až 1 km a byl ze všech nejširší. Po jeho ústupu zbyla na okraji karu čelní moréna z mohutných balvanů, která vytvořila přirozenou hráz.
V r. 1911 byla na hrázi postavena Lucemburská chata, později majetek Klubu českých turistů. Po r. 1948 ji zabrala Pohraniční stráž a upravila ke svým účelům. Pohraniční stráž svoji budovu roty opustila, poté byla v r. 1989 zbořena. Správa Národního parku provedla v roce 1999 opravu hráze a prostoru byl alespoň zčásti navrácen přírodní ráz. Nad severozápadním břehem jezera, vysoko na vrcholu boční skalní stěny karu, stojí Stifterův památník, ke kterému vede od jezera naučná stezka Zážitková NS Duch pralesa.

## Vodní režim
Voda z jezera odtéká Jezerním potokem do Vltavy. V letech 1789–91 byla čelní moréna utěsněna a v souvislosti se stavbou Schwarzenberského kanálu na ní byla vybudována 2,5 m vysoká hráz, do které byla osazena stavidla umožňující regulovaný odtok z jezera pro umožnění plavení dříví ve Schwarzenberském plavebním kanálu. Celkem bylo možné z jezera vypustit 177 tisíc m² vody.
V září a říjnu 1935 byla prováděna hydrotechnická měření v souvislosti se stavbou chaty u Plešného jezera. Původním účelem bylo zjistit, zda by bylo možné využít odtoku z jezera pro výrobu elektřiny pro chatu. Bylo však zjištěno, že průtočná kapacita nestačí ani pro pohon malé turbíny, nemá-li být zároveň zmenšeno výtokové množství pro napájení Schwarzenberského kanálu v době plavení. Měřila se výška vodní hladiny a všechny činitelé, kteří mají vliv na její stav, tzn. přítoky, vodní srážky a vypouštění z jezera. Zajímavostí je, že při silnějším větru byly pozorovány znatelné výkyvy hladiny. Asi v minutových intervalech stoupala a klesala bez ohledu na vlnění o 18 cm.
V polovině devadesátých let dvacátého století došlo k neovladatelnému snížení hladiny v místě neodborně postaveného výpustního zařízení. Správa Národního parku Šumava zadala opravu hráze, při níž bylo provedeno v roce 1999 její zatěsnění injektáží betonem. Byl opraven odtok z jezera, aby nemohlo dojít k opětnému úniku vody z jezera. Pod výpustním zařízením zřídil Hydrobiologický ústav měrný profil, na kterém se automaticky zaznamenává odtok z jezera. Na hrázi je umístěna malá meteorologická stanice, která registruje podobné údaje jako ve třicátých letech.

## Flóra a fauna

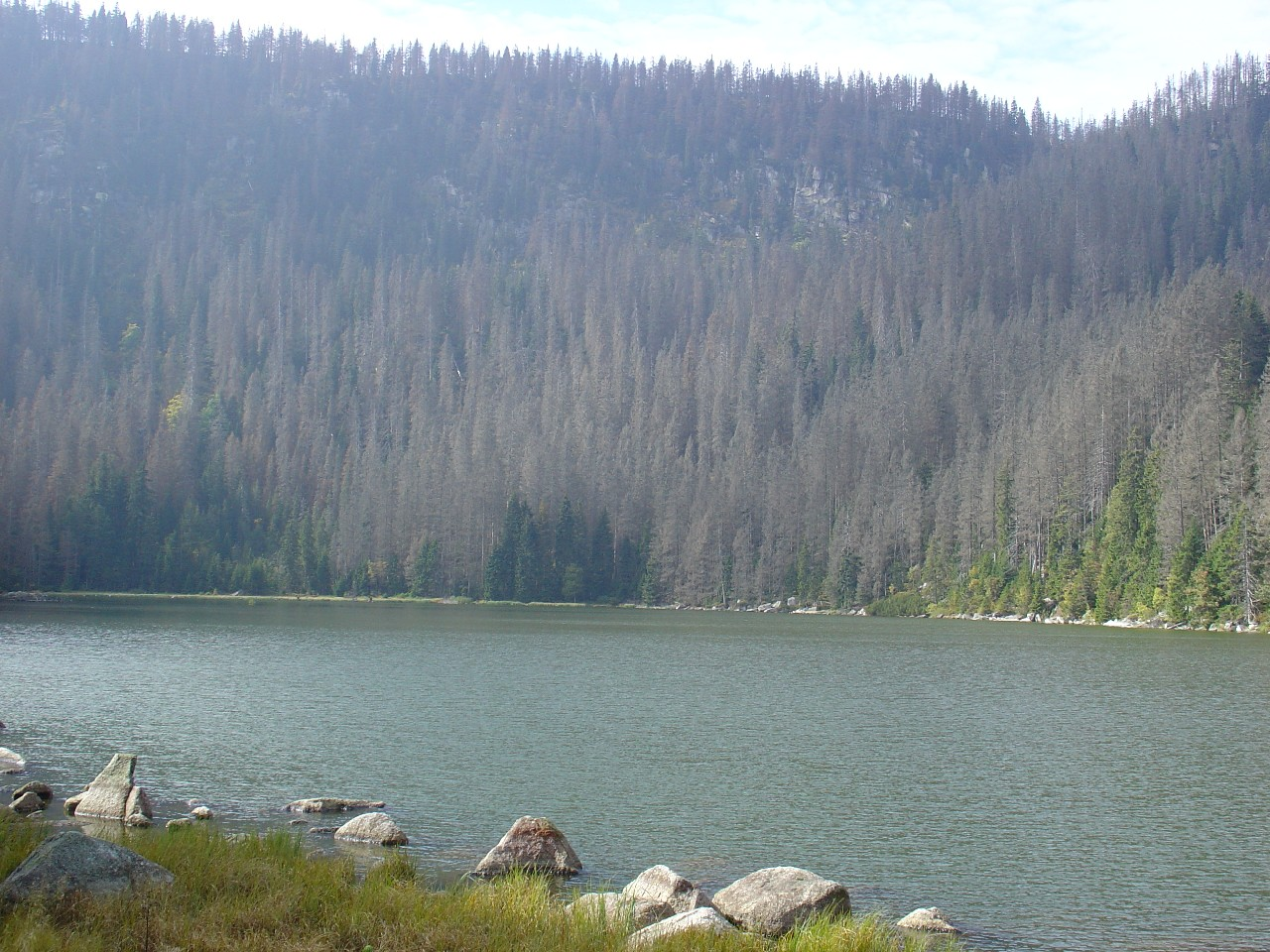
Pohled na hladinu jezera

Na hladině jezera se vyskytují převážně zelené řasy (Monoraphidium sp.) a sinice (Pseudanabaena sp., Limnothrix sp.). Plavuně zastupuje v rámci Česka endemicky šídlatka ostnovýtrusá.
Českým endemitem je i korýš skákavka (Heterocope saliens).

## Přístup
Pleso je přístupné pěšky po celý rok.
- Zelená turistická značka z Nové Pece – 7 km.[4]
- Červená turistická značka a  žlutá turistická značka z Přední Zvonkové – 19 km.[5]
- Červená turistická značka a  žlutá turistická značka z Nového Údolí – 16,5 km.[5]
  - případně v kombinaci s  naučnou stezkou Zážitková NS Duch pralesa – 16,1 km.[5][2][3]
- Žlutá turistická značka[6],  modrá turistická značka a  zelená turistická značka z Černého Kříže – 13 km.[7][8]
- Cyklotrasa č. 1029 ze Stožce (13 km)[9]